# ジャン＝バティスト・レイ
ジャン＝バティスト・レイ（Jean-Baptiste Rey, 1734年12月18日 - 1810年7月15日）は、フランスの指揮者、作曲家。

## 生涯
レイはタルヌ＝エ＝ガロンヌ県、Lauzerteに生まれた。彼はパリのオペラ座の指揮者として最長の在職年数を誇り、その期間は君主制の後期からナポレオンの統治時代にまで及んだ（1776年-1810年）。その中で、彼はグルック、ピッチンニ、サッキーニ、サリエリ、グレトリ、メユール、ハイドン、モーツァルト、スポンティーニらの傑作を多く取り上げた。レイは彼らの多くと親密な協力関係にあった。彼はオペラ「Apollon et Coronis」（1781年）を作曲した他、作曲や編曲を行っている。また、レイはサッキーニのオペラ「Arvire et Evelina」の第3幕を書いた。
レイはトゥールーズ、モンペリエ、マルセイユ、ボルドー、ナントの歌劇場の指揮者として名声を高め、王立アカデミーに推薦された。彼は1776年にパリへと招かれて、オペラ座の首席指揮者であったルイ・ジョゼフ・フランクールの補佐役を務め、1781年にはフランクールの職を引き継いだ。1779年には、彼はルイ16世の室内楽団の楽長に任ぜられている。1781年に、弟でチェリストのルイ＝シャルル＝ジョゼフ・レイと共にオペラ「Apollon et Coronis」を作曲し、曲は同年のうちに初演された。レイはフランス革命の間もオペラ座の指揮者であり続け、様々な革命関係の祝典に参加した。1799年には設立されて間もない音楽院の教員に迎えられ、和声法を教えた。彼は音楽院で使用するためにソルフェージュをいくつか作曲するなどしたが、間もなく内部での対立の末ジャン＝フランソワ・ル・スュールと共に免職されてしまった。1803年、ル・スュールとレイはナポレオンの召集を受け、彼の教会での職を得た。ル・スュールはパイジェッロに代わって音楽監督となり、一方のレイはルイ＝リュック・ロワゾー・ド・ペルスュイを助手として従えて首席指揮者となった。レイとペルスュイは1804年12月2日に、ノートルダム大聖堂で行われたナポレオンの戴冠式で2つの大オーケストラを指揮した。レイはパリに没している。